# Tănăsoaia (gmina)
Tănăsoaia – gmina w Rumunii, w okręgu Vrancea. Obejmuje miejscowości Călimăneasa, Costișa, Costișa de Sus, Covrag, Feldioara, Galbeni, Nănești, Tănăsoaia, Vladnicu de Jos i Vladnicu de Sus. W 2011 roku liczyła 1972 mieszkańców.